# Calycopsis birulai
Calycopsis birulai is een hydroïdpoliep uit de familie Bythotiaridae. De poliep komt uit het geslacht Calycopsis. Calycopsis birulai werd in 1913 voor het eerst wetenschappelijk beschreven door Linko. 